# Fričovce
Fričovce (pronunciado “Frichoutse”, en húngaro: Frics) es un municipio perteneciente al Distrito de Prešov, en la Región de Prešov, situada al este de Eslovaquia.

## Historia
Fričovce aparece mencionada por primera vez en 1320.

## Geografía
El municipio se sitúa a una altitud de 462 metros y su superficie es de 8,57 km². Está habitado por 1.079 personas.

## Demografía
| Año        | 1994 | 2004    | 2014    | 2024    |
| ---------- | ---- | ------- | ------- | ------- |
| Población  | 1060 | 1079    | 1116    | 1117    |
| Diferencia |      | +1,79 % | +3,42 % | +0,08 % |

| Año        | 2023 | 2024    |
| ---------- | ---- | ------- |
| Población  | 1133 | 1117    |
| Diferencia |      | −1,41 % |